# Альвари
Альвари (там. ஆழ்வார்கள்; в однині — альвар ஆழ்வார் āḻvār) — дванадцять  тамільських поетів-бгактів, що прославляли своїми віршами бога Вішну. Жили з VI по X століття н. е. в регіоні Таміл-Наду в  Південній Індії, де тепер віряни вважають їх святими. 
Слово альвар означає «занурений [у Бога], поглинутий [Богом]». Разом із наянарами, що шанували бога Шіву, альвари сприяли відродженню індуїзму. Альвари, подібно до наянарів, наголошували на пристрасній відданості (бгакті) Богу й втілювали свою релігійну відданість у гімнах, складених  тамільською мовою, що допомогло зробити тамільське релігійне життя незалежним від знання санскриту. Як натхненні вайшнави альвари передали свій духовний запал мільйонам індусів. Їхня літературна спадщина зібрана в канонізовану антологію «Дів'я-прабандга». 
Серед альварів є одна жінка на ім'я Андаль, авторка збірки з тридцяти віршів «Тіруппавей». З усіх альварів найбільше шанують Наммальвара, що жив у VII столітті. З 4000 віршів «Дів'я-прабандги» йому належать 1352. Андаль була його прийомною дочкою. 
Індуси вірять, що альвари жили близько 5000 років тому, на самому початку калі-юги. Їхні гімни називають «тамільською Ведою».